# Beddy Ebnou
Beddy Ould Ebnou (arabisch بدي ولد ابنو) ist ein mauretanischer Schriftsteller, politischer Analyst und islamischer Aktivist sowie Experte des internationalen und islamischen Finanzwesens, der in Frankreich und Belgien (Brüssel) wirkt. Er ist der Direktor der festlandeuropäischen Zweigstelle der US-amerikanisch-muslimischen Denkfabrik International Institute of Islamic Thought (IIIT; „Internationales Institut für Islamisches Gedankengut“) in Brüssel, Belgien. Dessen Sitz liegt am Institute for Epistemological Studies Europe (IESE), dessen Direktor er gleichzeitig ist. Er ist ebenfalls Direktor des Advanced Studies Research Centre (Centre de Recherches et Études Avancées, ASRC) in Brüssel/Bruxelles.
Beddy Ebnou lehrt internationales und islamisches Finanzwesen an der Universität Paris-Dauphine (Université Paris-Dauphine) und der Universität Cergy-Pontoise (Université de Cergy-Pontoise). Er ist Gastprofessor an der Faculté des Sciences Islamiques de Bruxelles.

## Publikationen (Auswahl)
- Par chemins d'amour et de mort. [Paris] : Institut des arts et lettres arabes ; Paris : l'Harmattan, 2004 Traducteur : Marc-Henri Dehon
- La finance islamique aurait-elle pu permettre d'éviter la crise ? [Paris] : le Scribe l'Harmattan ; [Rueil-Malmaison] : les Cahiers de l'Islam, [2013]
- Qu'est-ce que la shari'a ? Paris : le Scribe l'Harmattan, DL 2014
- Voile, nudité et indécence. [Bruxelles] : IESE ; [Paris] : le Scribe l'Harmattan, DL 2014-
  - Band 1: Des origines à Averroès. Bruxelles : Institute for epistemological studies-Europe ; Paris : le Scribe l'Harmattan, DL 2014
- Übersetzer: Manifeste contre le despotisme et la corruption. [Paris] : le Scribe l'Harmattan, DL 2013 (Autor: ʿAbd al-Ḥamīd Aḥmad Abū Sulaymān). Éditeur scientifique : Institute for epistemological studies-Europe.